# Hymenophyllum dentatum
Espèce
Hymenophyllum dentatum est une fougère de la famille des Hyménophyllacées originaire du Chili.

## Description
Cette espèce a les caractéristiques suivantes :
- son rhizome est long, filiforme et abondamment pileux ;
- les frondes, de moins de vingt centimètres de long sur dix centimètres de large, comportent un limbe ovale-triangulaire, divisé trois fois ;
- le pétiole est non ailé ;
- tout le limbre des segments est finement denté, cette particularité étant tant à l'origine de l'épithète spécifique ;
- Les sores, solitaires, à la base d'un segment, se trouvent majoritairement à la partie terminale du limbe ;
- l'indusie est formée deux lèvres de forme oblongue ;
- les grappes de sporanges sont complètement recouvertes par l'indusie, qui s'ouvre cependant à maturité.

## Distribution
Cette espèce, plutôt épiphyte de forêts pluviales, est présente en Amérique du Sud, au Chili uniquement.

## Historique et position taxinomique
Hymenophyllum dentatum est décrite une première fois par Antonio José Cavanilles en 1802 à partir d'un échantillon collecté par Luis Née à San Cárlos au Chili.
En 1844, William Jackson Hooker décrit à partir d'un exemplaire collecté au Chili par Thomas Bridges, botaniste britannique (1807-1865), une espèce sous le nom de Hymenophyllum bridgesii. Il constate une parenté voire une synonymie avec Hymenophyllum dentatum Cav., en soupçonnant une description incorrecte de la part de Cavanilles, en particulier sur le nombre de divisions de la fronde.
La même année, Johann Friedrich Klotzsch, dans ses considérations sur la flore des régions équatoriales du nouveau monde, déplace l'espèce décrite par William Jackson Hooker dans le genre Sphaerocionium section Pilosa : Sphaerocionium bridgesii (Hook.) Klotzsch. Il ne fait aucune allusion à Hymenophyllum dentatum, espèce décrite par Antonio José Cavanilles.
En 1859, Roelof Benjamin van den Bosch transfère Hymenophyllum dentatum dans le genre Leptocionium : Leptocionium dentatum (Cav.) Bosch.
En 1868, dans son Synopsis filicum, John Gilbert Baker ne considère que la seule espèce Hymenophyllum bridgesii tout en revoyant la description qui se rapproche de celle de Antonio José Cavanilles.
En 1905, Carl Frederik Albert Christensen rétablit la synonymie de  Hymenophyllum bridgesii Hook. avec Hymenophyllum dentatum Cav.. À partir de cette date, Hymenophyllum bridgesii disparaît de la littérature botanique sauf comme synonyme (par exemple comme George Macloskie et Per Dusén en 1914).
En 1938, Edwin Bingham Copeland hésite à reclasser Hymenophyllum dentatum dans le genre Meringium.
En 1968, Conrad Vernon Morton la replace dans le genre Hymenophyllum, sous-genre Hymenophyllum, section Hymenophyllum.
Enfin, en 2006, Atsushi Ebihara, Jean-Yves Dubuisson, Kunio Iwatsuki, Sabine Hennequin et Motomi Ito la conservent dans les mêmes genre et sous-genre, la section disparaissant.
Hymenophyllum dentatum appartient au sous-genre Hymenophyllum.
Elle compte les synonymes suivants :
- Hymenophyllum bridgesii Hook.
- Leptocionium dentatum (Cav.) Bosch
- Sphaerocionium bridgesii (Hook.) Klotzsch